# رابرت سرپل
رابرت سرپل (انگلیسی: Robert Serpell؛ زادهٔ ۱ ژانویهٔ ۱۹۴۴) روان‌شناس اهل ایالات متحده آمریکا است. او یک شهروند زامبیایی و استاد روان‌شناسی در دانشگاه زامبیا است. از سال ۱۳۸۲ تا ۱۳۸۵ معاون آموزشی دانشگاه بود. او همچنین به عنوان رئیس فعلی دانشگاه ادن در لوزاکا، زامبیا خدمت می‌کند.